# GDP-Man:Man2GlcNAc2-PP-dolihol alfa-1,6-manoziltransferaza
GDP-Man:Man2GlcNAc2-PP-dolihol alfa-1,6-manoziltransferaza (EC 2.4.1.257, GDP-Man:Man2GlcNAc2-PP-Dol alfa-1,6-manoziltransferaza, Alg2 manoziltransferaza, ALG2 (gen), GDP-Man:Man1GlcNAc2-PP-dolihol manoziltransferaza) je enzim sa sistematskim imenom GDP-D-manoza:D-Man-alfa-(1->3)-D-Man-beta-(1->4)-D-GlcNAc-beta-(1->4)-D-GlcNAc-difosfodolihol alfa-6-manoziltransferaza. Ovaj enzim katalizuje sledeću hemijsku reakciju
GDP--manoza + -difosfodolihol {\displaystyle \rightleftharpoons } GDP + -difosfodolihol
Biosinteza of asparaginom vezanih glikoproteina koristi dolihil difosfat-vezani glikozilni donor.

## Literatura
- Nicholas C. Price; Lewis Stevens (1999). Fundamentals of Enzymology: The Cell and Molecular Biology of Catalytic Proteins (Third изд.). USA: Oxford University Press. ISBN 019850229X.
- Eric J. Toone (2006). Advances in Enzymology and Related Areas of Molecular Biology, Protein Evolution (Volume 75 изд.). Wiley-Interscience. ISBN 0471205036.
- Branden C; Tooze J. Introduction to Protein Structure. New York, NY: Garland Publishing. ISBN 0-8153-2305-0.
- Irwin H. Segel. Enzyme Kinetics: Behavior and Analysis of Rapid Equilibrium and Steady-State Enzyme Systems (Book 44 изд.). Wiley Classics Library. ISBN 0471303097.
- William P. Jencks (1987). Catalysis in Chemistry and Enzymology. Dover Publications. ISBN 0486654605.

## Spoljašnje veze
- GDP-Man:Man2GlcNAc2-PP-dolichol+alpha-1,6-mannosyltransferase на 